# Yoshitsugu Tatekawa
Yoshitsugu Tatekawa (Japans: 建川美次) (Niigata, 3 oktober 1880 – Fuchu, 9 september 1945) Tatekawa is de familienaam. Hij was een luitenant-generaal bij het Japans Keizerlijk Leger (JKL). Hij was betrokken bij de moordcomplotten op de Chinese krijgsheer Zhang Zuolin in 1916 en 1928. Als generaal-majoor speelde hij een belangrijke rol bij het Mukden incident in 1931. Na zijn militaire loopbaan werd hij benoemd tot ambassadeur in Moskou waar hij in 1941 het Neutraliteitsverdrag tussen de Sovjet-Unie en Japan mee ondertekende.

## Levensloop
Yoshitsugu Tatekawa werd geboren op 3 oktober 1880 in Niigata in de Niigata Prefectuur als derde zoon van lokale ambtenaren. Hij genoot onderwijs aan de Niigata Takada Junior High School. In 1901 studeerde hij af aan de Imperial Japanese Army Academy. Na als jonge officier gediend te hebben in de Russisch-Japanse Oorlog was hij korte tijd instructeur bij de Cavalerieschool. Na een driejarige opleiding studeerde hij in 1909 af aan het Army War College en werd hij verbonden aan de Generale Staf van het Japans Keizerlijk Leger (JKL). Van 1911 tot 1913 was hij gestationeerd in het Verenigd Koninkrijk als militair waarnemer. Na een jaar instructeur militaire wetenschappen aan het Army War College was hij tot 1918 militair waarnemer in Europa. Na de Eerste Wereldoorlog werkte hij twee jaar voor de Minister van Oorlog Tanaka Giichi. Tussen 1920 en 1922 maakte hij deel uit van de Japanse militaire delegatie bij de Volkerenbond. Terug in Japan werd hij verbonden aan het 1e Regiment Cavalerie van het JKL en vanaf 1923 werd hij bevelvoerend officier van het 5e Regiment Cavalerie van het JKL. Hij bekleedde steeds hogere posities binnen het leger: in 1923 werd hij gepromoveerd tot kolonel, in 1928 tot generaal-majoor en in 1932 tot luitenant-generaal.
Van 1924 tot 1928 was hij Hoofd van het 2e Bureau, 4e Afdeling (Europese en Amerikaanse Inlichtingendienst) van de Generale Staf van het JKL alsook instructeur militaire wetenschappen aan het Army War College.
Aansluitend daarop was hij militair attaché in China waarna hij terugkeerde naar Japan als hoofd van respectievelijk de 2e en 1e Afdeling van de Generale Staf van het JKL. In 1931 werd hij naar Shenyang Mukden in Mantsjoerije gestuurd om het gedrag van het Kanto-leger in toom te houden. Na het Mukden incident keerde hij terug naar Tokyo waar hij tot 1932 werkte bij de Inlichtingendienst van het JKL. In datzelfde jaar maakte Tatekawa deel uit van de Japanse militaire delegatie in het Zwitserse Genève waar hij de Ontwapeningsconferentie bijwoonde. Hij was vanaf 1932 ook permanent vertegenwoordiger bij de Volkerenbond tot Japan zich hieruit op 27 maart 1933 officieel terugtrok omwille van het Mantsjoerije incident. Van 1933 tot 1936 was luitenant-generaal Tatekawa bevelvoerder over achtereenvolgens de 10e Divisie en de 4e Divisie van het JKL.
Hij speelde tijdens zijn loopbaan een sleutelrol in enkele belangrijke militaire operaties (cfr. infra). Zijn actieve militaire loopbaan eindigde toen hij gedwongen werd zich terug te trekken uit militaire dienst wegens betrokkenheid bij de Staatsgreep van 26 februari 1936. In 1940 werd hij benoemd tot ambassadeur in Rusland. Hij keerde terug naar Japan in 1942 en overleed er op 9 september 1945 op 64-jarige leeftijd. Over zijn privéleven is niet veel bekend, wel dat hij gehuwd was. Hij werd begraven op het Tama kerkhof in Fuchu (Tokyo).

## Tijdlijn

### Militaire graden
| Datum      | Graad              |
| ---------- | ------------------ |
| 23/06/1902 | Tweede Luitenant   |
| 22/11/1904 | Luitenant          |
| 19/06/1909 | Kapitein           |
| 02/05/1916 | Majoor             |
| 25/07/1919 | Luitenant-kolonel  |
| 06/08/1923 | Kolonel            |
| 08/03/1928 | Generaal-majoor    |
| 08/08/1932 | Luitenant-generaal |

### Beroepsloopbaan
| Datum                 | Gebeurtenis |
| --------------------- | --- |
| 22/11/1901            | studeerde af aan de 13e klas van de Imperial Japanese Army Academy (Rikugun Shikan Gakko)                                   |
| 23/06/1902-11/12/1905 | Luitenant bij het 9e Regiment Cavalerie van het JKL                                                                         |
| 11/12/1905-03/12/1906 | Instructeur bij de Cavalerieschool                                                                                          |
| 03/12/1909            | studeerde af aan de 21e klas van het Army War College (Rikugun Daigakko)                                                    |
| 03/12/1906-10/12/1909 | Luitenant en daarna kapitein bij het 9e Regiment Cavalerie van het JKL                                                      |
| 10/12/1909-08/1911    | verbonden aan de Generale Staf van het JKL                                                                                  |
| 08/1911-01/07/1913    | gestationeerd in het Verenigd Koninkrijk                                                                                    |
| 15/02/1915-24/07/1918 | verbonden aan de Generale Staf van het JKL                                                                                  |
| 15/02/1915-21/01/1916 | Instructeur militaire wetenschappen aan het Army War College                                                                |
| 21/01/1916-24/07/1918 | Militair waarnemer in Europa                                                                                                |
| 24/07/1918-16/07/1920 | Secretaris van de Minister van Oorlog, generaal Tanaka Giichi                                                               |
| 13/09/1920-09/12/1922 | Lid van de Japanse militaire delegatie bij de Volkerenbond                                                                  |
| 09/12/1922-17/03/1923 | Cavalerie-officier bij het 1e Regiment Cavalerie van het JKL                                                                |
| 17/03/1923-15/12/1924 | Bevelvoerend officier van het 5e Regiment Cavalerie van het JKL                                                             |
| 15/12/1924-08/03/1928 | Hoofd van het 2e Bureau, 4e Afdeling (Europese en Amerikaanse Inlichtingendienst) bij de Generale Staf van het JKL          |
| 23/01/1925-08/03/1928 | Instructeur militaire wetenschappen aan het Army War College                                                                |
| 08/03/1928-01/08/1929 | Militair Attaché in China                                                                                                   |
| 01/08/1929-01/08/1931 | Hoofd van de 2e Afdeling (Inlichtingendienst) bij de Generale Staf van het JKL                                              |
| 01/08/1931-05/02/1932 | Hoofd van de 1e Afdeling bij de Generale Staf van het JKL                                                                   |
| 05/02/1932-05/07/1932 | Lid van de Japanse Militaire Delegatie in het Zwitserse Genève bij de Ontwapeningsconferentie                               |
| 05/02/1932-27/03/1933 | Permanent vertegenwoordiger van het Japanse leger bij de Volkerenbond                                                       |
| 18/03/1933-02/12/1935 | Bevelvoerder van de 10e Divisie JKL                                                                                         |
| 02/12/1935-01/08/1936 | Bevelvoerder van de 4e Divisie JKL                                                                                          |
| 01/08/1936            | reserve – gedwongen zich terug te trekken uit militaire dienst wegens betrokkenheid bij de Staatsgreep van 26 februari 1936 |
| 14/09/1940-03/1942    | Ambassadeur in Rusland |

### Onderscheidingen
| Datum     | Onderscheiding                       |
| --------- | ------------------------------------ |
| 1/4/1906  | Orde van de Gouden Wouw 4e klas      |
| 1/11/1920 | Orde van de Rijzende Zon 3e klas     |
| 1/11/1930 | Orde van de Heilige Schatten 2e klas |
| 29/4/1934 | Orde van de Rijzende Zon 1e klas     |

## Militaire operaties

### De Russisch-Japanse Oorlog (1904-1905)
Yoshitsugu Tatekawa onderscheidde zich tijdens de Russisch-Japanse Oorlog waar hij als jonge luitenant in de cavalerie deelnam aan gewaagde verkenningspatrouilles. Hij leidde een commando-eenheid van vijf cavaleriesoldaten diep achter de vijandelijke Russische linies in Zuid-Mantsjoerije om daar belangrijke informatie te verzamelen. In barre omstandigheden legden zij daarbij in een periode van 23 dagen ongeveer 1.200 kilometer af. Veilig terug in het hoofdkwartier werden zij als helden onthaald voor het verwezenlijken van deze bovenmenselijke prestatie. De daden en de moed van Tatekawa werden beschreven in een beeldroman en later ook verfilmd (cfr. infra).
Hij werkte tijdens die oorlog ook samen met de Chinese krijgsheer Zhang Zuolin bij diverse schermutselingen met Russische troepen. Later zou Tatekawa deel uitmaken van het complot en de organisatie van de moord op Zhang Zuolin.

### De moord op Zhang Zuolin (张作霖) (4 juni 1928)

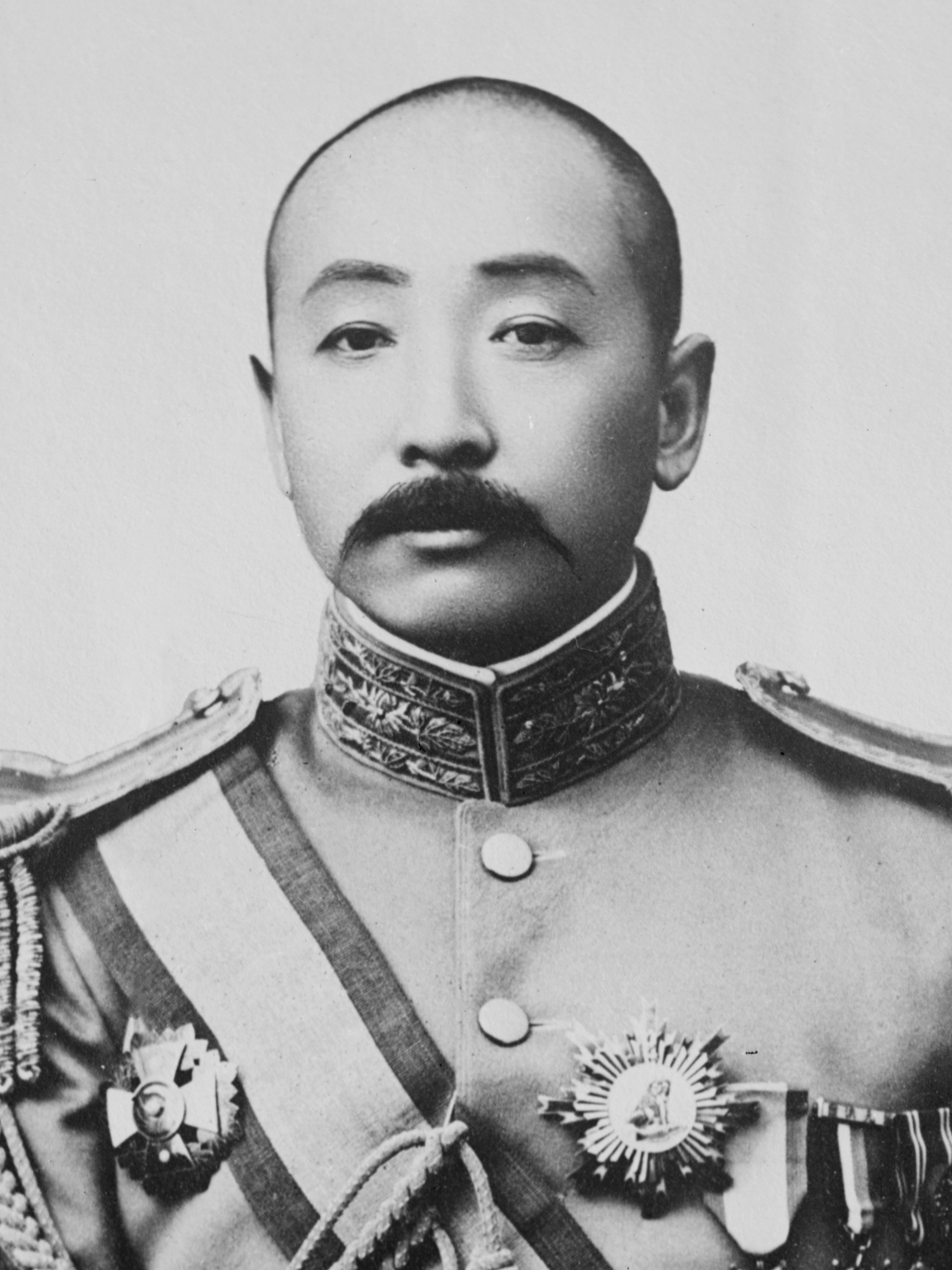
Zhang Zuolin (张作霖)

Om de Japanse invloed in Mantsjoerije (Manzhouguo) te kunnen versterken genoot de Chinese krijgsheer Zhang Zuolin (1873–1928) jarenlang de steun en bescherming van de Japanse regering tegen de nationalisten van Chiang Kai-shek (江苏宜兴). Zhang Zuolin bleek evenwel onvoldoende in staat om de controle over Mantsjoerije te behouden en voor Japan was het strategisch onaanvaardbaar dat Mantsjoerije onder Sovjet- of Nationalistisch bewind kwam. In officierskringen binnen het Kanto-leger, gepositioneerd in Mantsjoerije, vond men Zhang Zuolin niet volgzaam genoeg en groeide het idee dat de Japanse belangen in Mantsjoerije enkel veilig gesteld konden worden door hem te vervangen. Zonder voorafgaandelijke toestemming van de Generale Staf van het JKL en de Japanse regering opereerden zij autonoom en besloten om Zhang Zuolin uit de weg te ruimen.
In 1916 werd een eerste poging ondernomen om Zhang Zuolin te vermoorden. Het initiatief voor dit moordcomplot ging uit van Doihara Kenji die hiervoor een beroep deed op een van zijn officieren, Yoshitsugu Tatekawa. Op 15 oktober 1916 wachtte Tatekawa met een bende huurmoordenaars het konvooi op van Zhang Zuolin die in Mukden een feest ter ere van het bezoek van de Japanse prins Kan'in Kotohito zou bijwonen. De aanslag mislukte echter en Zhang Zuolin kon ontkomen.
In 1928 werd een tweede moordpoging op Zhang beraamd. De organisatie van de moord werd opnieuw toevertrouwd aan Generaal-majoor Yoshitsugu Tatekawa, op dat moment militair attaché in Peking. De keuze voor Tatekawa was niet toevallig want door zijn functie kon hij zonder argwaan te scheppen het doen en laten van Zhang observeren.
De praktische uitvoering van het moordcomplot liet Tatekawa over aan kolonel Komoto Daisaku Hij bleef echter nauw betrokken bij het plan en was de ultieme toezichthouder.

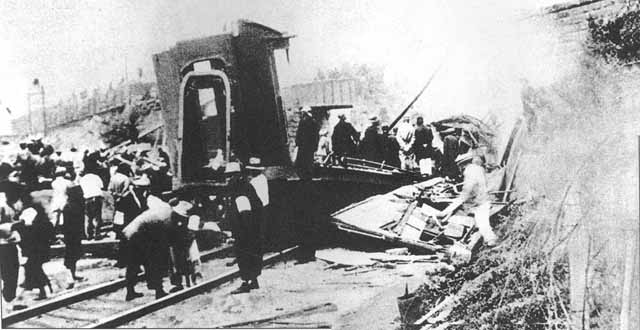
Huanggutun Incident

Het nieuws van de moord werd pas twee weken later officieel bekendgemaakt door zijn zoon, Zhang Xueliang, uit vrees voor een conflict met Japan. Generaal-majoor Tatekawa, die zich diep geschokt toonde over de gebeurtenissen, had intussen alle relevante informatie verbrand.
Het Kanto-leger probeerde de moord nog van zich af te schuiven maar de geruchten over een Japans complot verspreidden zich snel.
De moord had grote gevolgen in Japan en leidde tot het ontslag van het Tanaka-kabinet in juli 1929 omdat premier Tanaka Giichi (田中 義一) niet in staat bleek de schuldigen te laten straffen. Tatekawa werd nooit gestraft voor de moord op Zhang. Bovendien verzwakte de moord de positie van Japan in Mantsjoerije gezien de zoon van Zhang Zuolin, Zhang Xueliang, een politiek van verzoening voerde met de Nationalisten van Chiang Kai-shek.

### Het Maart Incident (1931)
De groeiende misnoegdheid van vooral jonge officieren over de corruptie en het wanbeheer van het bestuur in Japan lag aan de basis van de oprichting van hervormingsgezinde groeperingen binnen het leger. Vooral de Sakurakai (桜会) (Cherry Blossom Society), gesticht in 1930 door luitenant-kolonel Kingoro Hashimoto (橋本 欣五郎), was zeer actief om radicale politieke hervormingen te bewerkstelligen en een militaire regering te installeren, desnoods met geweld. Het programma van de Sakurakai kon rekenen op de sympathie en de steun van officieren bij de Generale Staf van het JKL waaronder ook generaal-majoor Yoshitsugu Tatekawa die als beschermheer van de Sakurakai fungeerde.
Met de steun van hun beschermheren bij de Generale Staf werkte de Sakurakai een concreet plan uit om op 20 maart 1931 via een militaire staatsgreep het kabinet Hamaguchi omver te werpen en de Minister van Oorlog, generaal Kazushige Ugaki (宇垣一成), aan de macht te brengen. Deze moest echter overtuigd worden om mee te werken aan dit plan. Generaal-majoor Tatekawa had op 11 februari 1931 een gesprek met Ugaki waarbij hij insinueerde dat ook keizer Hirohito genoeg had van de huidige politieke toestand en de tijd rijp was voor verandering. Ugaki zou als een geschikte kandidaat regeringsleider geaccepteerd kunnen worden. Van Ugaki werd verwacht dat hij het leger zou leiden in een Staatsgreep.
De eerste reactie van Ugaki op Tatekawa’s voorstel was enthousiasme. Of Tatekawa ooit de precieze details van het plan aan Ugaki onthulde is onzeker. Vast staat dat Ugaki op het laatste ogenblik weigerde om zijn medewerking te verlenen waarop Tatekawa de Sakurakai verzocht het plan op te schorten.
Ugaki zorgde ervoor dat de samenzweerders slechts milde straffen kregen wat voor hen eerder een aanmoediging was om het opnieuw te proberen in oktober van hetzelfde jaar (Oktober Incident).

### Het Mukden Incident (18 september 1931)

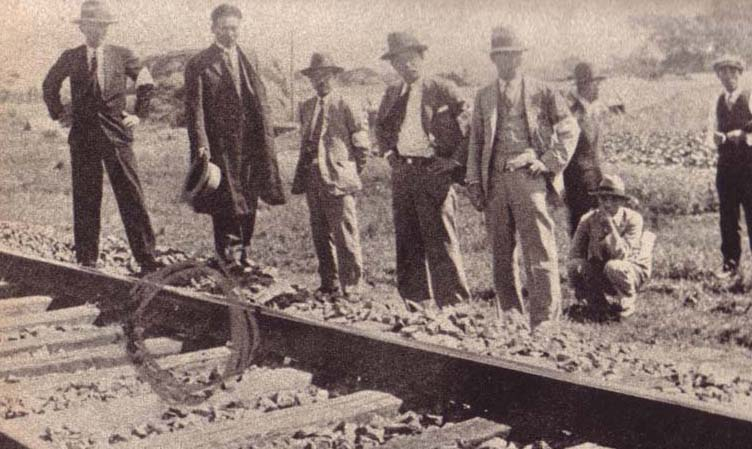
Mukden Incident spoorwegsabotage

Tatekawa speelde een belangrijke rol in het Mukden incident.
Door de oplopende spanningen tussen het Kanto-leger in Mantsjoerije en de Chinese troepen droeg keizer Hirohito op 11 september 1931 aan de Minister van Oorlog generaal Jiro Minami (南 次郎) op tussenbeide te komen om te voorkomen dat het Kanto-leger op eigen initiatief zou handelen en Japan in een oorlog zou storten met China. Minami riep de Generale Staf bijeen om de toestand in Mantsjoerije te bespreken. Ook generaal-majoor Tatekawa was daarbij aanwezig. Hij verklaarde dat het Kanto-leger niet zo onverstandig zou zijn om eigenhandig tot actie over te gaan. Er werd beslist om Tatekawa zelf naar Mukden te sturen en twee brieven te laten overhandigen aan de hoofdbevelhebber van het Kanto-leger, luitenant-generaal Honjo Shigeru (本庄 繁). Eén brief was geschreven door generaal Jiro Minami en één door generaal Kanaya Hanzo. In deze brieven stonden waarschuwingen voor het Kanto-leger om geen autonome acties te ondernemen zonder Tokyo te raadplegen.
De missie van Tatekawa’s bezoek werd via een geheime boodschap meegedeeld aan kolonel Seishirō Itagaki (板垣 征四郎) van het Kanto-leger door Tatekawa’s assistent, kolonel Hashimoto Kingoro. Verwittigd van de komst van Tatekawa beslisten kolonel Itagaki en luitenant-kolonel Kanji Ishiwara het complot vervroegd uit te voeren en tegelijk Tatekawa vriendelijk te onthalen. Tatekawa werd opgewacht door kolonel Itagaki. Onmiddellijk informeerde Tatekawa de kolonel over de bezorgdheid van Tokyo over het roekeloos gedrag van de jonge Kanto-officieren maar hij zei erbij dat hij zou wachten tot de volgende dag om de kwestie verder te bespreken. Tatekawa's trein kwam aan in Mukden op 18 september 1931, waar hij begeleid werd naar een Japans restaurant, waar hij de avond doorbracht met geisha en sake en vast in slaap was tegen 21.00 uur.
Diezelfde avond om 22.20 uur werd bij Liutiaohu een deel van de spoorlijn, eigendom van en uitgebaat door Japan, opgeblazen door een Japans commando. De explosie berokkende slechts minieme schade aan de sporen maar had grote gevolgen. De Japanse legerleiding beschuldigde onmiddellijk het Chinese leger van de sabotage-actie en nam de volgende dag al de stad Mukden in. Na vijf maanden bezette het Kanto-leger heel Mantsjoerije.
De snelheid waarmee de bezetting plaatsvond bewees dat ze vooraf gepland was. Door China te betichten had het Kanto-leger een reden om het gewenste conflict te beginnen en zijn macht in China uit te breiden. Het bevel van Tokyo om geen actie te ondernemen werd op sluwe wijze genegeerd en Tatekawa rechtvaardigde zijn falen door te verklaren dat hij te laat was gekomen om het complot te voorkomen. Het gedrag van Tatekawa is op zijn minst eigenaardig te noemen. Algemeen wordt aangenomen dat hij wist van het complot en niet de intentie had om tussen te komen. Tatekawa was inderdaad gekend als een beschermheer van de Sakurakai en was voorstander van militaire actie in Mantsjoerije.

## Diplomatieke loopbaan

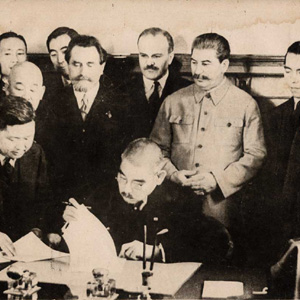
Ondertekening van het Neutraliteitsverdrag

In september 1940 werd Tatekawa door de Japanse minister van Buitenlandse Zaken, Yosuke Matsuoka (松岡 洋右), benoemd tot ambassadeur in Rusland. Hij bleef dit tot maart 1942 toen hij wegens zwakke gezondheid terugkeerde naar Japan en opgevolgd werd door Naotake Sato (佐藤 尚武).
Als ambassadeur speelde hij een cruciale rol bij de onderhandelingen van het Neutraliteitsverdrag (of Niet-Aanvalsverdrag) tussen Japan en de Sovjet-Unie.
Dit verdrag werd, slechts twee jaar na de grensconflicten tussen Japan en Rusland, ondertekend in Moskou op 13 april 1941 namens Japan door ambassadeur Yoshitsugu Tatekawa en minister van Buitenlandse Zaken Yosuke Matsuoka en namens de Sovjet-Unie door de minister van Buitenlandse Zaken Vyacheslav Molotov.
Dit verdrag was van vitaal belang voor Japan omdat daardoor heel wat troepen konden worden vrijgemaakt om in te zetten bij de Japanse expansie in Zuidoost-Azië.
Het pact stipuleerde dat het vijf jaar geldig zou blijven met automatische hernieuwing voor vijf jaar behalve bij opzeg door een van de partijen. Op 5 april 1945 kondigde de Sovjet-Unie aan dat ze het verdrag niet wensten te hernieuwen op de vervaldag. De Sovjet-Unie schond het verdrag op 8 augustus 1945 door de oorlog te verklaren aan Japan.
Eveneens op 13 april 1941 ondertekenden dezelfde personen een verklaring betreffende Mongolië en Mantsjoerije volgens welke de Sovjet-Unie beloofde de territoriale integriteit en onschendbaarheid van de Japanse marionettenstaat Mantsjoerije (Manzhouguo) te respecteren en Japan beloofde hetzelfde te doen ten aanzien van Mongolië.

## In de populaire cultuur

### Film
Het verhaal geschreven door Yamanaka Minetaro werd verfilmd. In 1942 schreef de Japanse filmregisseur en scenarioschrijver Akira Kurosawa het script voor de film Tekichu Odan Sambyaku-ri (Advance Patrol). De film ging in 1957 in productie en werd geregisseerd door Kazuo Mori.
Het verhaal speelt zich af in 1905 in Mantsjoerije waar luitenant Tatekawa samen met 5 soldaten op een verkenningsmissie wordt gestuurd achter de Russische linies om informatie te verzamelen over hun plannen. De zes vinden wat ze zoeken maar het moeilijkste aan hun opdracht is veilig terugkeren.

### Anime
Night Raid 1931 (閃光のナイトレイド ) is een 13-delige Japanse anime televisieserie welke zich afspeelt in 1931 in Shanghai en Mantsjoerije. Episode 7 handelt specifiek over het Mukden Incident. De serie werd op TV Tokyo uitgezonden vanaf 5 april 2010. Ze werd geregisseerd door Jun Matsumoto. De serie werd door Sentai Filmworks uitgebracht op Blu-ray en DVD in augustus 2011.
Episode 7, getiteld “Jihen” (事変 -The Incident), was uitsluitend via online streaming te bekijken wegens de controverse rond het Mukden Incident. Het toont de gebeurtenissen leidend tot het Mukden Incident gezien vanuit het standpunt van de Japanners in Mantsjoerije meer bepaald de officieren Itagaki en Ishiwara van het Kanto-leger en de tussenkomst van Yoshitsugu Tatekawa in het incident. In de episode wordt getoond dat de Japanners het bombardement bedachten zodat Japan Mantsjoerije kon aanvallen uit “zelfverdediging”.
De stem van Tatekawa werd ingesproken door Takaya Hashi in het Japans en door Rob Mungle in het Engels.

## Voetnoten
1. ↑  een militair attaché is een militaire expert die verbonden is aan een diplomatieke missie
2. ↑  Japan werd door de Volkerenbond veroordeeld voor zijn optreden in 1931 in Mantsjoerije met 42 stemmen voor en 1 stem tegen (van Japan zelf) waarop het besliste uit de Volkerenbond te stappen.
3. ↑  een infanteriedivisie met codenaam Iron Division
4. ↑  een infanteriedivisie met codenaam Yodo Division
5. ↑  van 18/03/1933-28/06/1934: bevelvoerder 10e Depot Divisie en van 28/06/1934-02/12/1935: bevelvoerder 10e Divisie
6. ↑  ook Chang Tso-Lin genoemd; een van de krijgsheren die China begin 20e eeuw onder elkaar hadden verdeeld en er de controle verwierf over drie provincies in het noordoosten van Mantsjoerije
7. ↑  Chiang Kai-shek werd gesteund door de communisten en de Sovjet-Unie.
8. ↑  ook wel Kwantung-leger genoemd, een van de hoofdlegers van het JKL
9. ↑  In 1916 was Kenji Doihara militair attaché in China, later werd hij benoemd tot generaal van het JKL.
10. ↑  officier van het Kanto-leger gespecialiseerd in explosieven
11. ↑  Zhang Xueliang volgde zijn vader op
12. ↑  hoofd van de Generale Staf
13. ↑  Liutiaohu is een plaats in de buurt van Mukden. De bomaanslag is daarom ook gekend als het "Liutiaohu Incident".
14. ↑  Japanse schrijver van kinderboeken (geboren 1885-overleden 1966)
15. ↑  uitgegeven door uitgeverij Kodansha
16. ↑  De releasedatum was 28 december 1957
17. ↑  Japanse stemacteur geboren op 8 september 1952
18. ↑  Amerikaanse stemacteur geboren op 16 mei 1968

### Boeken
- DUUS, HALL & SHIVELY. (1988). The Cambridge history of Japan, volume 6, The twentieth century. Cambridge University Press, p. 288-295.
- FETHERLING, G. (2006). The Book of Assassins. Castle Books, 391 p.
- HOYT, E. (2001). Japan’s War : The Great Pacific Conflict. Rowman & Littlefield. p. 78-85.
- LAURINAT, M. (2004). Kita Ikki (1883 – 1937) und der Februarputsch 1936. Tübinger interkulturelle und linguistische Japanstudien, volume 13. Tübingen. Univ. Diss. p. 123-125.
- MARKLAND, A. (2015). Black Ships to Mushroom Clouds : A story of Japan’s Stormy Century 1853-1945. E-book, Lulu.com, 189 p.
- NASH, J. (2015). Spies: A Narrative Encyclopedia of Dirty Tricks and Double Dealing from Biblical Times to Today. E-book, M. Evans & Company. p. 178-180.
- OGATA, S.N. (1964). Defiance in Manchuria : the Making of Japanese Foreign Policy, 1931-1932. University of California Press. p. 30-32 en p. 56-60.
- PALMER, N. (1958). The Journal of Asian Studies, 1 mei 1958, Vol. 17(3), p. 447-448.
- RYOTARO, S. & BIRNBAUM, P. (2014). Clouds Above the Hill : A historical Novel of the Russo-Japanese War. Vol. 3. New York : Uitgeverij Routledge, p. 168 en p. 179.
- SHILLONY, B.-A. (1973). Revolt in Japan : The Young Officers and the February 26, 1936 Incident. Princeton University Press. p. 25-27.
- VANDE WALLE, W. (2014). Een geschiedenis van Japan. Van samurai tot soft power. (3de druk). Leuven : Uitgeverij Acco.

### Internetbronnen
- AMMENTHORP, S. (2000). Tatekawa Yoshitsugu, The Generals of WOII. Geraadpleegd op 2 maart 2016.
- BASKETT, M. (2008). The Attractive Empire, University of Hawai’i Press, p. 146 en voetnoot op p. 198. Geraadpleegd op 22 maart 2016 via https://books.google.be
- BOISTER, N. & CRYER, R. (2008). The March Incident. Documents on the Tokyo International Military Tribunal. Oxford University Press. p. 312-313. Geraadpleegd op 21 maart 2016 via https://books.google.be
- BRENT, R. (s.d.). September 18 1931 Mukden Incident. Geraadpleegd op 17 februari 2016 via https://web.archive.org/web/20170418081143/https://worldhistoryproject.org/1931/9/18/mukden-incident
- CHEN, P. (s.d.). Mukden Incident 18 Sep 1931 – 19 Sep 1931. Geraadpleegd op 17 februari 2016 via http://ww2db.com/battle_spec.php?battle_id=18
- CHEN, P. (s.d.). World War II database : Yoshitsugu Tatekawa. Geraadpleegd op 17 februari 2016 via http://ww2db.com/person_bio.php?pers_id=359
- CHEN, P. (s.d.). Soviet-Japanese Neutrality Pact 13 Apr 1941. Geraadpleegd op 17 februari 2016 via http://ww2db.com/battle_spec.php?battle_id=199
- CROWLEY, J.B. (1966). Japan's Quest for Autonomy : National Security and Foreign Policy, 1930-1938. Princeton University Press. p. 98 -102. Geraadpleegd op 23 maart 2016 via https://books.google.be
- Japanese Women Ordered to Quit Russian Capital. The Evening Independent. 24 juni 1941. Geraadpleegd op 5 maart 2016 via https://news.google.com/newspapers?nid=950&dat=19410624&id=Fr9RAAAAIBAJ&sjid=C1UDAAAAIBAJ&pg=3474,2204719&hl=nl
- Night Raid 1931. Geraadpleegd op 19 februari 2016 via http://www.behindthevoiceactors.com/tv-shows/Night-Raid-1931/Yoshitsugu-Tatekawa/
- Tatekawa Yoshitsugu. (1983). Kodansha Encyclopedia of Japan, Vol. 7, Uitgeverij Kodansha. Geraadpleegd op 1 maart 2016 via https://books.google.be/books?hl=nl&id=uLhuAAAAMAAJ&dq=yamanaka+minetaro+tekichu+odan&focus=searchwithinvolume&q=Yamanaka
- VAN DE VEN, T. (2011). Een omslag in de Duisternis. De opkomst van het ultranationalisme in Japan. Bachelor thesis. Universiteit Utrecht. Geraadpleegd op 17 februari 2016 via https://web.archive.org/web/20170418085419/https://dspace.library.uu.nl/handle/1874/209774
- Yoshitsugu Tatekawa. Geraadpleegd op 23 maart 2016 via http://sakurataro.org/db/建川美次
- Yoshitsugu Tatekawa. Forum Valka. Geraadpleegd op 23 maart 2016.